# Rose Boyata Monkaju
Rose Boyata Monkaju est une femme politique congolaise née à Kinshasa le 23 décembre 1968. Elle est ministre des Affaires sociales de 2019 à 2021.

## Biographie

### Jeunesse et formation
Rose Boyata Monkaju naît à Kinshasa (Congo) le 23 décembre 1968. Elle décroche en 1989 un diplôme d'État en sciences commerciales et administratives, puis un diplôme de sténodactylographie qu'elle obtient au jury central de Bruxelles (Belgique). Elle retourne ensuite au Congo, où elle étudie à l'université libre de Kinshasa, obtenant un graduat (2008) puis une licence (2010) en sciences politiques et administratives.

### Carrière professionnelle
En 1984, Rose Boyata Monkaju se met à travailler pour la société Actiza en tant que secrétaire de direction, puis devient secrétaire comptable au sein de l'entreprise Figesco dans les années 1990. De 1993 à 1995, elle est chargée de la direction clientèle de Marana-Line, une entreprise de construction de logements sociaux.
À partir de 1996, elle devient la secrétaire de direction de l'archidiocèse de Kinshasa, étant elle-même une fervente chrétienne.

### Carrière politique
Rose Boyata Monkaju adhère en 2008 à l'Union pour la démocratie et le progrès social (UDPS), parti d'opposition fondé par Étienne Tshisekedi, pour qui elle a beaucoup d'admiration. Elle grimpe les échelons au sein du parti, devenant l'une de ses cadres, chargée des affaires socio-culturelles et genre. 
Lors de l'élection présidentielle de 2018, elle soutient le candidat de l'UDPS Félix Tshisekedi, qui remporte le scrutin et devient président. Elle est alors nommée ministre des Affaires sociales au sein du gouvernement Ilunga en août 2019. Elle prend ses fonctions le 9 septembre en succédant à Chantal Safu, qui assurait l'intérim du ministère.
Lors de la nomination du gouvernement Lukonde en avril 2021, elle n'est pas reconduite à son poste et est remplacée par Modeste Mutinga Mutushayi.